# Liber Maiolichinus
Liber Maiolichinus de Gestis Pisanorum Illustribus o Liber Maiorichinus «llibre mallorquí de les gestes il·lustres dels pisans» és una epopeia llatina que narra la Croada pisano-catalana de l'any 1113-1114 contra Madina Mayūrqa acabdillada per l'arquebisbe de Pisa Pere II i el comte Ramon Berenguer III de Barcelona.

## Redacció
És un poema llatí redactat entre el 1115 i el 1120, de tall virgilià, compost en hexàmetres. Està format per vuit cants que totalitzen més de 3.500 versos. Els seus primers editors foren Ughelli, Muratori, que n'atribuïren l'autoria a Laurentius Veronensis o Vernensis; més recentment, estudiosos com Marchetti, Calisse o Scalia, n'atribueixen l'autoria a Henricus Pisanus (Enric de Pisa).

## Versos sobre Catalunya i els catalans
El Liber conté algunes de les primeres referències conegudes als catalans (Catalanenses, Catalanicus) i a Catalunya (Catalania), que és tractada com la seva pàtria (la terra dels catalans). Ramon Berenguer III de Barcelona és anomenat dux Catalanensis («duc català»), rector Catalanicus («dirigent català»), Catalanicus heros («heroi català»), Barchinonicus heros (heroi barceloní) i Pyrenee regionis rector (rector de la regió Pirinenca). Encara que abans es creia que aquestes eren les primeres referències a Catalunya i català, ara es considera que ho són les que apareixen al jurament fet pels homes de Carcassona a Ramon Berenguer III de Barcelona, amb data del 1107 o del 1112, el qual està copiat en el Liber feudorum maior. En aquest document apareixen un Geral de Cataluign, un Raimundi Catalan i dos Arnal Catalan.
Extracte del Liber Maiolichinus:
| « | (llatí) Liber Primus (236) Mox, pulsis tenebris, subiere micantes Stelle; nox abiit; preclari forma diei Subsequitur; celeri classis levitate cucurrit. Hac crescente die ceperunt cernere terras Hispanas, sed eas Baleares esse putabant, Blandensi donec comittitur anchora ripe. Has postquam retinent Latio de litore vecti, Astis suspendunt pugnam minitantia signa, Atque tegunt fortes clippeis radiantibus artus, Et stringunt rigidos totis conatibus enses. Litora tota sonant ex rauca voce tubarum. Indigenas, quoscumque vident, capiuntque fugantque, Atque sequuntur, eos Baleares esse putantes. Hii se Christicolas Catalanensesque fatentur. Turbatos volvunt Pisani pectore sensus, Et, positis armis, resident in litore tristes. Barchinonensis postquam cognoscitur ora, Mutant consilium, diversa pericla timentes, Quod nec habetur ibi vento tutamen ab omni, Transieratque simul vallata caloribus estas. Tunc ex consulibus Rolandi filius unus, Cui genus et sensus clarum quoque curia nomen Et civilis amor cum divitiis tribuerunt, Mittitur ad comitem cui Barchinon atque Girunda Subduntur, multasque regit pro viribus urbes, Cui nomen Raimundus erat, qui laudis equestris (262) Fructus innumeros clarosque paraverat actus, | (català) Llibre Primer (236) Dissipada de seguida la foscor, van aparèixer els brillants estels, retirant-se la nit, i segueix el mes clar i bell dia; l'esquadra corre lleugera, i avançant l'hora van començar a descobrir terra de Espanya, però ells van jutjar ser de les Balears, fins que van donar fons a les costes de Blanes. Després de saltar-hi els procedents del Laci, enarboren la bandera de guerra, s'ajunten darrere els seus durs i lluents escuts, i empunyen amb tot intrepidesa les fortes espases. Tota la costa ressona amb el ronc so de les trompetes. A quants veuen dels indígenes o els agafen o els espanten. I pensant ser aquells balears, mes ells manifestes que són cristians i catalans. Esglaia als pisans la confusió, i deposades l'armes, si sentin tristos sobre la platja. Havent reconegut ser aquella la regió barcelonina, muden de parer, tement diferents perills; doncs no hi tenen abric contra els vents, i s'havia passat l'estiu amb els seus calors, Llavors un dels cònsols, el fill de Rolando, a qui el seu llinatge, la seva ciència i el fòrum i les seves riqueses havien fet guanyar un nom aclarit, és enviat al comte a qui obeeixen Barcelona i Girona amb moltes altres ciutats; el seu nom era Raimon, de gran laude (262) fruit de les seves actes de renom, | » |

| « | (llatí) Liber Secundus (116) De medio cursu terras spectabat et undas, (117) Cum Catalanensi de litore classis abibat. (312) At vice qui comitis Pisana presidet urbe Ugo; militie cui prebent singula laudem, Agmine qui toto vitam servavit honestam, Astarum ludis et cursibus usus equorum Ac preponendo vincenti premia cursus, Pisanos equites tractabat more Quiritis, Egregiumque virum Catalania tota frequentans (319) Sardanieque comes celso celebrabat honore. (338) Hoc Catalanenses concussit inedia terras Tempore. Pisani, solitis nil strictius usi Sumptibus, inventos gestantes undique victus Argenti pretio varia quoque merce parabant. Barchinonenses larga bonitate fovebant, (343) Et solabantur inopes mercamine fines. | (català) Llibre Segon (116) Al migdia, quan aixecant el sol mirava les terres i els mars, (117) del litoral català partia l'armada. (312) Mes el vescomte president de la ciutat de Pisa, a qui tots donen el laude militar, conservant la millor reputació, amb tornejos i carreres de cavalls, assenyalant premis al vencedor, tractava els cavallers pisans a manera de romà; i acudint tota Catalunya (319) i el comte de Sardenya, li celebraven amb aclarit honor. (338) Per aquest temps va oprimir la fam als catalans. Els pisans usant dels seus diners, amb la seva acostumada llarguesa, van portar queviures de do vulgui es trobessin, els que procuraven ja a preu ja en canvi d'altres mercaderies. Als barcelonins socorrien amb gran generositat i consolaven amb la seva negociació. | » |

| « | (llatí) Liber Tertius (295) Ad Catalanenses postquam ratis utraque ripas Venerat, et belli narrantur utrimque paratus, Venturosque cito socios dixere liture, Romana missus venit legatus ab urbe Boso, pater sancta reverendus religione, (300) Et domino pape virtutum culmine carus. (321) Divitiis Arelas pollens hanc sumptibus implet, Usque Magalonam rapidus quam propulit Heurus. Eoliis Boreas tandem procedit ab antris, Et famulatur ei totus cum nubibus aer. Arripit unda rates, ventoque ferente secundo (327) In Catalanensi consistunt litore puppes. | (català) Llibre Tercer (295) Arribades ambdues a les costes catalanes, expliquen els preparatius de guerra per les dues parts, i que vindrien reforços enunciats per carta; va arribar en això de Roma com a llegat el pare Boso respectable per la seva religió, (300) i estimat del senyor Papa per les seves virtuts. (321) La rica Arles, la plena de riqueses, i un fresc aixequi la porta fins Magalona. Surt per fi de la cavernes d'Èol el Septentrió, i se li uneix amb els núvols tota l'atmosfera. El mar arrossega les naus, i bufant amb bon vent, (327) sorgeixen en les costes catalanes. | » |

| « | (llatí) Liber Quartus (118) Fervet Prorsus ad introitum Latius seu Gallicus hospes. Ugo, qui Pisis comitum vice preditus extat, Et Dodo Teperti clarus per prelia natus, Ac Cinithoniades animis decoratus et actis Et Catalanensis quidam bene promtus in armis, A portu pariter per portas ingredientes, Invadunt Ebusum, sternunt violentibus hostes (125) Viribus, et perimunt letis successibus illos. (205) Talibus et reliquis populus Pisanus agebat Artibus, et duros temptabat vincere casus. Tam Vido Rubeus quam Barchinonicus heros Incassum missas non direxere sagittas. E contra Mauri bellantia sepe petebant (210) Agmina non parili facientes prelia dextra. | (català) Llibre Quart (118) Intenten després l'entrada dels llatins i els gals. Huo que a Pisa té l'honor de vescomte, i l'ínclit guerrer Dodo fill de Teperto, i el fill de Cunithon esclarit per la seva decòrum i actes, i cert català molt destre en el maneig de les armes, entrant junts per les portes des del port envaeixen Eivissa, rebutgen, fereixen i maten (125) als enemics amb feliç resultat. (205) Semblants operacions executava tot l'exèrcit pisà, i procurava superar els mes difícils obstacles: llavors Guido Rubeo i l'heroi barceloní van mostrar no assestar en va les seus sagetes. Els moros escometien sovint a les tropes bel·ligerants, (210) però no amb la mateixa destresa. | » |

| « | (llatí) Liber Quintus (85) Viderat urbane pulsantes limina porte Rex Balee, reditumque viris prohibere nequisse Que tutabantur Balearica robora turmas. " Rebar et hos homines ", ait, " at iam credo leones ". Dux Catalanensis sevum Moldonea poscens, " Primus ", ait, " nostris quoniam te viribus offers, " Integer haud poteris nostros evadere nisus ". Protinus urguet equum, teneras nec flectit habenas, Toracem clippeumque viri levamque papillam Telum transfodiens, per dextrum proterit armum. Ille supinus equo ruit. Astaque frangitur ictu, Aurea sed comitis cuspis datur altera dextre, (97) Que vibrata feros prosternat et Hismahelitas. (303) Undique discurrens rector Catalanicus hostes Dissipat, et socios ortatu divite firmat. Ampurie fortes equites et Rusilienses, (306) Subsidiando duci, dant plurima funera Mauris. | (català) Llibre Cinquè (85) Havia vist el rei balear que els que sacsejaven les portes de la ciutat no havien pogut ser detinguts; i pensava que les tropes balears "Combatien contra homes" va dir "mes ara crec que són lleons". El duc català escometent contra el fer Moldoneo "Ets el primer" li va dir "a les nostres forces no t'escaparàs amb vida de la nostra vista ". Dona després esperó a el cavall sense doblegar la regna solta, i traspassant amb un tret l'escut i la cuirassa entra pel pit i surt per l'espatlla dreta. Aquell cau d'esquena, i amb el xoc se li trenca l'asta d'or: mes el comte li dona un altre dard amb destresa, (97) que postra a el fer dels ismaelites. (303) Discorrent per tot arreu el cabdill de l' exèrcit català, dispersa els enemics i anima els seus amb eloqüent arenga. Els forts cavallers d'Empúries i de Rosselló (306) secundant al seu duc, fan gran estrall en els moros. | » |

| « | (llatí) Liber Sextus (46) Catalanicus heros Illius in medio quo sit tutissimus extat, Namque vigor Latius dextra levaque sedebat, (49) Hospiciumque ducis retro vallabat et ante. (325) Hostis bella magis quam curam pacis agebat, Et comes Ampurie nec non Catalanicus heros Ad patrios remeare lares properando petebant. Causa recedendi quenam vel qualiter esset, Nuntia carta fuit Baleam transmissa Diana. Illa Mohabitam molitum prelia regem, Et vastata satis narraverat optima terre, A Barchinone muris nichil esse relictum Usque Terragonam quod lautum visibus esset, Omnibus inque locis Mauros referebat et ignem Rura, domos, segetes, fructus pariter populatos. Post multum dampni quod gens vesana peregit, Et Tramaricem captam dixere liture. Fidus erat comiti qui cartam duxerat istam, Et tamen hec fuerant aliter quam fama tulisset. Nam Barchinonam prefatus venerat hostis, Castraque Iudeo sua fecerat ardua colle. Urgelli comitem, comitem quoque Sardanieque Dicunt, et reliquos regionis ab usque Girunda Electos equites, quibus assunt prelia ludus, Agmine collecto crudeles Hismahelitas Mirando pepulisse modo, Domino faciente, Innumeras acies pauci pugnando fugarunt, Eque fugam versis multi cecidere, venirent Ad supradicti donec deserta Salodi. Captos constat equos plures, predamque potentem Barchinonensis populus perduxit in urbem. Nec Tramaricem captam ceu dixerat ille. Damna quidem fuerant, sed commoda plura fuerunt. Hanc comitis causam, qua posceret ille recessus, Diximus; ad reliquos nos ordo convocat actus. At comitem patres miti monuere relatu Ut desistat ab his, communia pacta per ipsum Intemerata rogant et iuramenta manere. Ille, licet causam quam patres dicere veram Noverat, a lucris se non subtraxit avaris. Pacta reformantur, Barchinonensia damna Ut reparata forent. Dictis statuere supremis Condere tecta patres gravidis hyemalibus apta Temporibus, retroque iubent castella trahenda. (365) Incrementa parant belli. | (català) Llibre Sisè (46) L' heroi català tendit a banda i banda de mar, observava una vegada i una porta, i la joventut llatina acampava a la dreta i a l'esquerra, (49) protegint a el duc per darrere i per davant. (325) L'enemic es dedicava més a la guerra que a procurar la pau; i el comte d'Empúries com també l' heroi català es preparaven prests per tornar a les seves pàtries. La causa de tornar-va ser una carta enviada a Balears des de Dénia. S'hi deia que el rei almoràvit havia declarat la guerra i devastat el millor de la terra. Havia arribat als murs de Barcelona i des de Tarragona l'incendi discorria per tot arreu i els moros saquejaven camps, cases, messes i fruits. I que a més dels molts danys causats Tamarit havia estat capturada. El que havia portat la carta era de la confiança del comte; i amb tot la carta deia altres del que era la fama i que l'enemic s'havia presentat davant de Barcelona, i havia acampat al turó proper. Diuen que el comte d'Urgell i el de Cerdanya i els altres escollits cavallers de la part de Girona sobre les terres requeia la guerra, havien rebutjat admirablement als cruels ismaelites formant un exèrcit reunit. Que afavorits pel Senyor havien posat en fugida a innombrables tropes, matant a molts en la retirada fins als deserts de Salou sobredits. Molts cavalls havien estat recobrats, el potent poble barceloní havia resistit i que Tamarit no havia estat conquerida. Molts havien estat els perjudicis, però mes els avantatges. Aquesta era la causa per que el comte demanava la seva marxa. Vam dir que el bon ordre ens crida als altres fets. Els pares amonesten bonament al comte que desisteixi d'aquest pensament; demana-li que no vulgui trencar els pactes fets entre si, i que romanguin ferms els juraments. Ell, si bé coneixia que la raó que al·legaven els pares era veritable, amb tot no va voler quedar perjudicat. Els pactes es van reformar, acordant que els danys de Barcelona serien reparats. Manen els pares construir botigues pels durs temps d'hivern, i retirar els castells. (365) S'incrementen els esforços per a la guerra. | » |

| « | (llatí) Liber Septimus (97) Comperit interea cur gaudia duceret ista Barbaricus populus magnus Catalanicus heros, (99) Et vocat in cetum proceres cunctasque cohortes. (382) Dux Catalanensis, cui plurimus affuit astus, Ad loca sive vias per quas iter esset ad urbem, Intentus spoliis, multo cum milite stabat, Inque Saracenos, preda iugulisque potitus, (386) Letales studuit crebro conferre ruinas. | (català) Llibre Setè (97) Mentrestant el motiu pel qual es lliura a aquelles demostracions de júbil el poble bàrbar va ser descobert pel gran heroi català (99) i convoca una junta de pròcers. (382) El duc català que va portar molt per fer-se pas i lloc per entrar a la ciutat, estava ocupat en la despulla amb molts soldats i acarnissat en la presa i degollament de sarraïns, (386) causant letal i irreparable ruïna entre ells. | » |

| « | (llatí) Liber Octavus (34) Interea belli Catalanicus estuat heros Pro studio, magnaque ducem comitante caterva, Qua locus insidiis est, valle reponitur una. Sol fuerat. Prima radiarant omnia luce Secula, porta patet, de menibus egredientes Per loca tuta meant solito gestamine Mauri. At comes in sevos audacter prosilit hostes, Urbanam iuxta committens prelia portam, Que portum spectat qui Pineus est vocitatus. Utque Mohabitam viridi prostravit in erba, Asta viri dextrum de muris acta lacertum Transiit. Exultant Mauri letale putantes Hoc comiti vulnus. Post hec properando per urbem (47) Nomina filsa ferunt comitis de funere ficta. (230) Pars trahit ad pactum, pars diligit altera pugnam. Collaudat clerus partem pugnare volentem, Sanctus et antistes cum cardine prelia censet, Hisque favent acies. Contra Catalanicus heros Ampurieque senex contendunt atque Videlmus, Et sancti cleri fimas convertere mentes (236) Muneribus largis, precibus precioque laborant. (472) Inde Pyrenee regionis rector in arcem Ascendens letus, superatos increpat hostes. Plures ense cadunt, multi cecidere fenestris. Hic certat iugulare mares, trahit ille puellas, Et facta preda muri sternuntur et edes. Hinc ignis cesos et lingnea tecta perurit. (478) Depopulans agros terre loca circuit hospes. | (català) Llibre Vuitè (34) Mentrestant es mor de ganes de barallar l' heroi català, i seguint al duc molta tropa, es col·loca en una vall lloc adient per escaramusses. Era l'alba quan tot comença a il·luminar-se, s'obre la porta Sácula i sortint de la ciutat marxen per camins coberts els moros. El comte cau amb gran gosadia sobre els enemics i s'atura la batalla prop de la porta que mira al port anomenat del Pi; i havent estès a un mohabita sobre la verda herba, una asta llançada des dels murs li travessa el braç dret. Salten exultants els moros pensant que la ferida era mortal; i després corrent per la ciutat escampen (47) la falsa nova de la mort del comte. (230) Una part s'inclina al pacte, una altra part a continuar la pugna. El clergat vol continuar la pugna, amb el sant prelat i les tropes els segueixen. Estan en contra de l' heroi català, l'ancià d'Empúries i Guillem, que treballen en variar la decisió (236) del clergat amb grans dons i precs. (472) El rector de la regió Pirinenca pujant la fortalesa ple d'alegria increpa als enemics. Molts moren a el fil de l'espasa, molts es llancen de les finestres; Aquest s'entesta a matar els homes, i aquell arrossega les dones i recollit el botí són demolides les muralles, el foc devora les cases i sostres de fusta, (478) saquejant l'hoste els camps, recorre els llocs de la terra. | » |

## Contingut
A principis del segle xii l'Emirat de Mayūrqa havia convertit Al-jaza'ir al-Sharquiya li-l-Andalus (les illes Balears) en un niu de pirates sarraïns. Els pisans decidiren emprendre una croada contra l'illa, aconseguint el suport del comte de Barcelona Ramon Berenguer III. L'obra narra la Croada pisano-catalana i recull multitud de dades històriques contrastables documentalment:

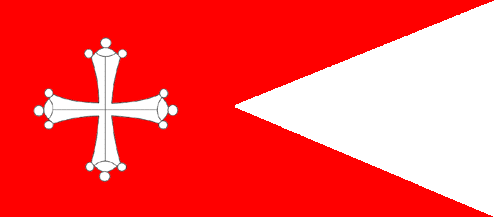
Reconstrucció hipotètica de la bandera de la croada

1. (versos 30-38). Les notícies del maltractament que els pirates sarraïns donaven als cristians capturats provoca la ira dels pisans i justifica l'expedició contra les illes.
2. (versos 49-54). Els pisans elegeixen dotze cònsols
3. (versos 54-80). Els pisans envien legats al Sant Pare Pasqual II, que els dona un estendard amb una creu, «Pontifici tribuendo crucem, romanaque signa» en senyal de croada. A altres fonts es concreta que era una creu blanca sobre camp roig i es diu que així es convertí en la bandera de Pisa.
4. (versos 87-95). Els pisans intenten una aliança amb els genovesos però aquests s'hi neguen.
5. (versos 134). Aconsegueixen l'auxili de la ciutat de Lucca
6. (versos 160). L'expedició s'inicia el 6 d'agost del 1113
7. (versos 184-216). Es produeixen algunes dissensions entre els expedicionaris
8. (versos 239-246). Els pisans desembarquen a Blanes
9. (versos 246-255). Causen pànic a la zona, ja que el pisans creien que havien arribat a Mayurqa
10. (versos 256-263). Un legat pisà s'entrevista amb Ramon Berenguer III per tal que s'uneixi a l'expedició
11. (versos 275-304). Atesos els atacs pirates, deideix unir-se a la croada
12. (versos 305-345). La flota pisana arriba a Sant Feliu de Guíxols després de vèncer el mal temps
13. (versos 377-381). Els croats es desanimen en circular la falsedat que l'expedició retornarà a Itàlia
14. (versos 417-423). El 7 de setembre del 1113 es presenten Ramon Berenguer III i el bisbe de Girona
15. (versos 423-426). Un pestilència delma els croats
16. (versos 427-444). Amb Ramon Berenguer III arriben els seus aliats: Guillem V de Montpeller amb vint naus, Eimeric II de Narbona amb vint naus més, Ramon d'Arlés, i diversos magnats del Rosselló, Besiers i Nimes.
17. (versos 531-542). Anada a Barcelona
18. (versos 543-551). Descripció de la zona, amb al·lusions a Montjuïc i el Llobregat
19. (versos 552-558). Festes del 21 de setembre en honor de Sant Mateu Evangelista
20. (versos 559-571). Una borrasca atura la flota durant tres dies, però finalment surten a mar el 24 de setembre del 1113.
21. (versos 572-588). Vents contraris porten la flota dels croats fins a les costes de l'Ebre
22. (versos 589-625). Desembarcament a Mayūrqa. Combats amb els sarraïns
23. (versos 626-640). Diversos croats cauen presoners
24. (versos 687-694). Alguns expedicionaris pisans se'n tornen a Itàlia
25. (versos 695-759). L'arribada de l'hivern fa que la flota croada torni a Barcelona i d'altres a Pisa. Els homes es reparteixen entre Arles i Nimes.
26. (versos 778-794). Una plaga de fam s'estén per les costes catalanes.
27. (versos 854-860). Entre els sarraïns apareixen discrepàncies: o fer un tractat amb els croats o lliurar-se als almoràvits.
28. (versos 861-916). El governador musulmà ofereix un pacte que inclou l'alliberament dels presoners cristians, però els pisans ho rebutgen.
29. (versos 975-997). El març del 1114 es reprenen els combats amb un desembarcament a Yabisah
30. (versos 1056-1102). L'abril del 1114 van a les costes de Cabrera
31. (versos 1114-1140). Saqueig de les costes de Manūrqa
32. (versos 1141-1159). Tornen a Barcelona i es troben amb el legat papal, el cardenal Boso.
33. (versos 1160-1223). La primavera del 1114 arriba una segona flota pisana a Barcelona passant per la costa de Provença, i dues naus noliejades pel mateix Sant Pare Pasqual II. Arriben a Salou el 24 de juny del 1114 i renoven les aliances.
34. (versos 1224-1409). Desembarquen a Yabisah i el 21 de juliol, diada de Sant Víctor, aconsegueixen aterrar una torre i entrar a la ciutat.
35. (versos 1410-1545). La ciutadella resisteix fins que el 10 d'agost del 1114 es rendeix.
36. (versos 1545-1623). Recollit el botí, se'n van cap a Mayūrqa.
37. (versos 1624-1646). Un cometa genera diversitat de parers entre el croats.
38. (versos 1646-2064). Gran batalla entre croats i sarraïns.
39. (versos 1645-2123). En el campament de setge (els "reals") les tropes catalanes ocupen el centre i els pisans als flancs, mentre el senyor de Cardona i la resta són a la part de darrere.
40. (versos 2124-2385). Nous combats amb moltes baixes entre els pisans.
41. (versos 2386-2424). Arriben cartes al campament informant que els sarraïns han devastat les terres catalanes. Quan el comte de Barcelona i el d'Empúries se'n volen tornar cap a Catalunya, arriben noves que els sarraïns han estat derrotats Batalla de Martorell (1114).
42. (versos 2425-2498). Reparacions del campament i estris de guerra.
43. (versos 2499-2572). Els sarraïns demanen auxili a Daniyya, i els responen que des de Dénia es demanarà auxili al rei almoràvit del Marroc.
44. (versos 2573-2688). Els sarraïns envien naus a Daniyya per rebre el rei del Marroc
45. (versos 2689-2783). Prop de Nadal, hi ha fam entre els croats
46. (versos 2784-2817). Negociacions amb els sarraïns; el comte de Barcelona vol acceptar el tractat, però els pisans s'hi neguen.
47. (versos 2818-2872). Recompensa per cada sarraï mort o capturat.
48. (versos 2873-2911). El desembre del 1114 el destacament naval de Yabisah passa a Mayūrqa
49. (versos 2912-3044). Noves negociacions; l'emir sarraí Mubàixxir Nàssir-ad-Dawla ofereix alliberar tots els captius cristians si els croats abandonen l'illa. Dissensions entre els sarraïns i assassinat de l'emir, que és substituït per Abu Rabí Suleiman el qual trenca les negociacions.
50. (versos 3045-3101). Nous combats. Ramon Berenguer III és ferit i s'escampa el rumor que ha mort, que després és desmentit.
51. (versos 3102-3263). Setge amb màquines de guerra i foc grec per part dels croats. El 15 de febrer del 1115 els pisans aconsegueixen entrar a la ciutat però en són rebutjats.
52. (versos 3264-3292). Dissensions entre els croats, alguns s'inclinen per l'extermini total dels habitants de la ciutat, mentre el comte de Barcelona és partidari d'acceptar el pacte de rendició islàmica.
53. (versos 3293-3521). Els sarraïns es rendeixen al comte de Barcelona, però la ciutadella continua resistint. Allí es produeix un gran combat el 4 de març del 1115. El rei de Mayūrqa, veient la situació perduda, intenta escapar-se, però és capturat i tornat a l'illa. El 18 d'abril del 1115 es produeix la carniceria final amb la destrucció total del baluard.

El domini croat a l'illa es perllongà durant un any. L'ocupació de l'illa s'encarregà als genovesos mentre que els pisans i catalans van tornar a les seves respectives bases de sortida. Els genovesos acabaren abandonant l'illa que fou ocupada i annexada als dominis dels almoràvits.